# Mastercard Off Camera 2019
12. edycja Mastercard OFF CAMERA odbywała się w dniach 26.04 – 5.05.2019 r. W jej ramach goszczono ponad 400 gości z całego świata, a także miało miejsce 250 projekcji w kinach studyjnych, które obejrzało ponad 32 tysiące widzów.

## Gala otwarcia[1]
Gala otwarcia odbyła się w Kinie Kijów i poprowadzili ją Marcin Prokop i Magda Miśka-Jackowska. Prowadzący galę podkreślali, że łączna suma nagród wręczonych podczas wszystkich edycji wyniosła ponad 9 mln złotych, by w 2019 roku przekroczyć 10 mln. Od 12. edycji partnerem tytularnym Festiwalu OFF CAMERA zostało Mastercard.

## Festiwalowe sekcje
Na 12. edycji Mastercard OFF CAMERA widzowie mieli okazję zobaczyć filmy z sekcji: Amerykańscy niezależni, Festiwalowe Hity, Gdzie ci mężczyźni?, My kontra oni, Na górze róże, na dole fiołki, Panorama, Policjanci i złodzieje, Rzeczywistość? Nie, dziękuję, Sport to zdrowie?

### Kina plenerowe
Kina plenerowe – w ramach pokazów filmów pod gołym niebem, widzowie mieli możliwość obejrzeć filmy w ramach: Kina na dachu, Kina na placu Szczepańskim i Kina nad Wisłą.

### Pokaz specjalny[2]
Pokaz specjalny „Ostatnia Rodzina” (reż. Jan P. Matuszyński), w trakcie którego miało miejsce spotkanie z Andrzejem Sewerynem z okazji jubileuszu 50-lecia pracy twórczej.
Prowadzący spotkanie Magda Miśka-Jackowska i Piotr Kraśko zapytali Andrzeja Seweryna o czynniki, które ukształtowały jego karierę: Przede wszystkim ludzie: rodzice, nauczyciele, reżyserzy teatralni oraz filmowi w Polsce i za granicą, aktorzy wielu narodowości. To im chciałbym podziękować – podkreślał aktor.

## Konkursy
W  Konkursie Głównym „Wytyczanie Drogi” o Krakowską Nagrodę Filmową w wysokości 100 000 USD znalazły się:
- „Consequences” (reż. Darko Štante)
- „Extra ordinary” (reż. Mike Ahern, Enda Loughman)
- „Midnight runner” (reż. Hannes Baumgartner)
- „Monster and men” (reż. Reinaldo Marcus Green)
- „Pause” (reż. Tonia Mishiali)
- „Phoenix” (reż. Camilla Strøm Henriksen)
- „Queen of hears” (reż. May el-Toukhy)
- „Sons of Denmark” (reż. Ulaa Salim)
- „The sharks” (Lucía Garibaldi)
- „Wilkołak” (reż. Adrian Panek)

W Konkursie Polskich Filmów Fabularnych rywalizujących o nagrodę w wysokości 300 000 PLN znalazły się:
- „Ciemno, prawie noc” (reż. Borys Lankosz)
- „Córka trenera” (reż. Łukasz Grzegorzek)
- „Fuga” (reż. Agnieszka Smoczyńska)
- „Juliusz” (reż. Aleksander Pietrzak)
- „Krew Boga” (reż. Bartosz Konopka)
- „Monument” (reż. Jagoda Szelc)
- „Okna, okna” (reż. Wojciech Solarz)
- „Słodki koniec dnia” (reż. Jacek Borcuch)
- „Via Carpatia” (reż. Klara Kochańska, Kasper Bajon)
- „Zabawa, zabawa” (reż. Kinga Dębska)

## Wokół festiwalu

### SerialCon[5]
W trakcie 12. edycji Mastercard OFF CAMERA uczestniczy SerialConu dyskutowali między innymi o tworzeniu wiarygodnej fikcji, różnorodności na ekranie, kobietach w kryminale, Obcym jako metaforze społecznej i schematach w przedstawianiu postaci terrorysty. Z fanami spotkał się showrunner „Mostu nad Sundem”, Christian Wikander, znany z „Gry o tron” Joseph Mawle, aktorka Susan Wokoma, scenarzysta Tom de Ville czy producent i konsultant scenariuszowy Andrew Ellard.
Nie zabrakło też gwiazd internetu, jak Mysza Movie, Podsluchane.pl, Watching Closely, Piekielna Strona Popkultury, Bałagan Kontrolowany czy Catus Geekus, portali NaEkranie, Serialowa.pl i Gallifrey.pl oraz fundacji Urwany Film.
Na dużym ekranie widzowie obejrzeli seriale: „Chyłka – Zaginięcie”, „Odwróceni. Ojcowie i córki" i „Ślepnąc od świateł”, a także premierowo: pierwszy odcinek drugiego sezonu „Pod powierzchnią” TVN i pilot serialu „Wizjonerka”. Widzowie będą mogli także zobaczyć głośny film telewizyjny „Bauhaus” oraz wszystkie cztery części animacji na podstawie jednego z zaginionych odcinków Doctor Who – „The Macra Terror”.

### ScriptPro[6]
SCRIPT PRO jest kontynuacją konkursu Hartley-Merrill, jego głównym zadaniem jest wspieranie scenarzystów na początku kariery. Wśród jurorów tegorocznego konkursu SCRIPTPRO znaleźli się: Grzegorz Łoszewski, Michał Komar, Bartosz Konopka, Jerzy Kapuściński i Anna Waśniewska-Gill.
Pierwsze Honorowe Wyróżnienie dostał scenariusz „Primetime" Łukasza Czapskiego i Jakuba Piątka. Laureatami drugiego Honorowego Wyróżnienia za scenariusz „Detektyw Bruno” zostali Ewa Rozenbajgier i Marcin Ciastonia. Nagrodę partnera konkursu Stowarzyszenia Autorów Zaiks w wysokości 10 000 zł otrzymał scenariusz Elżbiety Benkowskiej. „Orunia 4ever”. Najważniejsze wyróżnienie, czyli nagrodę w wysokości 15 000 zł od Stowarzyszenia Filmowców Polskich otrzymał „Śubuk” Szymona Augustyniaka i Jacka Lusińskiego.

### OffScena[7]
OFF SCENA towarzysząca 12. Edycji Mastercard OFF CAMERA odbyła się w dniach od 27 kwietnia do 3 maja w klubie ZetPeTe. Przez siedem koncertowych wieczorów miłośnicy muzyki mogli posłuchać na żywo artystów: Endy Yden, Golan, Sabina, Barbarossa, Żal, Marcelina, Crimer, Swiernalis, Night Flight, Weronika Boczek, Kasia Lins, Wyvern Lingo, VHS, Mulimba, Robert Cichy, Ewert and the Two Dragons.

### Kino bez barier[8]
Fundacja Kultura Bez Barier po raz drugi pojawiła się na Masterccard OFF CAMERA, sprawiając, że Festiwal był również dostępny dla widzów z niepełnosprawnościami wzroku i słuchu. Pracownicy Fundacji Kultura Bez Barier stworzyli audiodeskrypcję oraz napisy do trzech wyjątkowych seansów. W ramach Kina bez barier widzowie mogli obejrzeć: „Dzikie róże” (reż. Anna Jadowska), „Twarz” (reż. Małgorzata Szumowska), „Mężczyzna imieniem Ove” (reż. Hannes Holm).

## Gala zamknięcia i nagrody
Galę poprowadzili w duecie Magdalena Miśka-Jackowska wraz z Piotrem Kraśko.
Decyzją Jury Konkursu Głównego „Wytyczanie Drogi" pod przewodnictwem Allana Starskiego wygrał film „Sons of Denmark”, otrzymując Krakowską Nagrodą Filmową w wysokości 100 000 USD.
Konkurs Polskich Filmów Fabularnych wraz z nagrodą 300 000 PLN zdobył Jacek Borcuch za film „Słodki koniec dnia”.
Nagroda MasterCard Rising Star – Karolina Bruchnicka za rolę w filmie „Córka trenera”.
Nagroda dla Najlepszej Aktorki – Gabriela Muskała za rolę w filmie „Fuga” .
Nagroda dla Najlepszego Aktora – Jacek Braciak za rolę w filmie „Córka trenera”.
Nagroda publiczności – „Zabawa, zabawa” (reż. Kinga Dębska).
Wyróżnienia otrzymali: Jagoda Szelc za film „Monument” oraz Dorota Kolak, Agata Kulesza i Maria Dębska za rolę w filmie „Zabawa, zabawa”.
Nagroda Międzynarodowej Federacji Krytyków Filmowych FIPRESCI trafiła do filmu „Monsters and Men” w reżyserii Reinaldo Marcusa Greena.
Tegoroczna edycja Konkursu #63PL dotyczyła przyjaźni. Nagrodę otrzymali Julia Klimek i Jan Kieniewicz.

## Jurorzy
Konkurs Główny „Wytyczanie drogi” rozstrzygnęło jury w składzie:
- Małgorzata Szumowska – reżyserka, scenarzystka i producentka. Otrzymała Srebrnego Niedźwiedzia dla najlepszego reżysera za film „Body/Ciało”. Jest także laureatką Europejskiej Nagrody Filmowej.
- Gina Gershon – wystąpiła m.in. w „Showgirls” Paula Verhoevena, „Graczu” Roberta Altmana oraz w „Brutalnych pieniądzach” Wachowskich i kryminale „Palmetto” Volkera Schloendorffa.
- Thomas Kretschmann – zagrał m.in. w „Pianiście” Romana Polańskiego, „W rękach wroga”, „Głowie w chmurach”, „Upadku” oraz w „Resident Evil: Apokalipsa”.

W jury Konkursu Polskiego zasiedli: 
- Lucy Bevan – dyrektor castingu, odpowiedzialna m.in. za obsadę takich hitów, jak „Morderstwo w Orient Expressie” w reżyserii Kennetha Branagha czy „Piękna i Bestia”.
- Dree Hemingway – zagrała m.in. w „It Happened in L.A.”, czy w „In A Relationship”. W trakcie 12. edycji Mastercard OFF CAMERA festiwalowa publiczność zobaczyła „Love After Love” w reżyserii Russela Harbaughsa z jej udziałem.
- Geoff Andrew – pisarz, wykładowca oraz programer festiwali BFI Southbank oraz London Film Festival. Jest stałym współpracownikiem pisma „Sight&Sound”.

## Goście[11]
Wśród gości 12. edycja Mastercard OFF CAMERA znaleźli się: Allan Starski, Dorota Kolak, Krystyna Janda, Maria Dębska, Tom de Ville, Luana Chaptini, Olga Bołądź, Christina Belcher, Sonia Bohosiewicz, Borys Lankosz, Jacek Poniedziałek, Łukasz Simlat, Krzysztof Skonieczny, Kasia Smutniak, Wojciech Solarz, Karolina Staniec, Sebastian Stankiewicz, Piotr Stramowski, Jagoda Szelc, Bartłomiej Topa, Katarzyna Warnke, Julia Wieniawa, Mateusz Więcławek, Christian Wikander, Zuzanna Wolska, Adam Woronowicz, Maciej Zakościelny, Michał Zasowski, Krzysztof Ziemnik, Piotr Żurawski, Borys Szyc, Aleksander Pietrzak, Marcin Perchuć, Adrian Panek, Kristen Mortensen, Wojciech Mecwaldowski, Jan P. Matuszyński, Michalina Łabacz, Dorota Lis-Majewski, Lech Majewski, Magdalena Lamparska, Agnieszka Kurzydło, Kamil Kula, Agnieszka Kruk, Małgorzata Kożuchowska, Artur Kowalewski, Bartosz Konopka, Klara Kochańska, Robert Kijak, Magdalena Kamińska, Joanna Jakubik, Joanna Jabłczyńska, Błażej Hrapowicz, Edyta Herbuś, Marta Habior, Łukasz Grzegorzek, Katarzyna Grabowska, Jan Frycz, Katarzyna Figura, Aleksandra Domańska, Kinga Dębska, Bożena Cerba, Piotr Bukowiecki, Karolina Bruchnicka, Marcin Bosak, Jacek Borcuch, Maja Bohosiewicz, Magdalena Boczarska, Kasper Bajon, Darko Štante, Ulaa Salim, Tonia Mishiali, Mike Goodridge, Malik Berkati, Ben Kasulke, Luiz Gehlen, Lucia Garibaldi, Finlay Pretsell, May El-Toukhy, Andrew Ellard, Carol Brandt, Hannes Baumgartner, Enda Loughman, Mike Ahern, Jonathan Romney, Kim Yutani, Laura Rosenthal, Marcia Gay Harden, Ellen Kuras, Roger Michell, Anna B. Sheppard, Joseph Mawle.